# Лисица (стихотворение Есенина)
«Лисица» — стихотворение русского поэта Сергея Есенина (1895—1925), написанное в 1915 году. Издан впервые в 1916 году.
Посвящена А. М. Ремизову.

## Публикации
Газета «Биржевые ведомости», 1916, 10 января, № 15314.
Следующие прижизненные публикации: журнал «Нива» 11 марта 1917 года, № 10, С. 156; сборник «Голубень» 1918, 1920 годов; Сергей Есенин. «Избранное», М., Госиздат, 1922; Есенин Сергей Александрович. Собрание стихов и поэм. Том первый, Берлин—Пб.—М., изд. З. И. Гржебина, 1922; Сергей Есенин. Избранные стихи (Библиотека «Огонёк», № 40), М., Огонёк, 1925.
Академическое издание:
Есенин С. А. «Лисица» // Есенин С. А. Полное собрание сочинений: В 7 т. — М.: Наука; Голос, 1995—2002. Т. 1. Стихотворения. — 1995. — С. 108. Электронная публикация:	ФЭБ. Адрес ресурса:	http://feb-web.ru/feb/esenin/texts/es1/es1-108-.htm

## История создания
Датируется 1915 годом (Козловский 1995, С. 520), так как 4 января 1916 г. С. А. Есенин с Н. А. Клюевым приехали в Москву (см. Субботин С. «Сергей Есенин в январе 1916-го» — газета «Голос профсоюзов», Рязань, 1993, 18—24 марта, № 11), а стихотворение должно было быть передано в редакцию газеты до отъезда из Петрограда.
В помете, сделанной в наборной рукописи первого тома «Собрания стихотворений», подготовленного автором в 1925 году, стоит 1916 год (Козловский 1995, С. 520—521).

## Сюжет
Кандидат филологических наук Е. Ю. Дрожжина, выделяет, то, что в военных 1915—1916 годах Есенин создает несколько стихотворных образов животных с очеловеченными чувствами: «Корова» (1915), «Табун» (1915), «Лисица» (1916), «Песнь о собаке» (1915) (Дрожжина 2021, С.49), которые страдают от человеческой злобы.
Заглавная героиня стихотворении «Лисица» очеловечена (у неё «дремучее лицо», «раздробленная нога», а не морда, лапа); она чувствует как человек-жертва, страдающая от бессердечности человечества-охотника.
Дрожжина описывает героиню: «..она, испуганная и уставшая от боли и страха, стремилась в свой маленький мир — темную нору, ставшую защитой от человеческой злобы» (Дрожжина 2021, С.51).